# Vîșneve
Vîșneve (în ucraineană Вишневе) este un oraș raional din raionul Kiev-Sveatoșîn, regiunea Kiev, Ucraina. În afara localității principale, nu cuprinde și alte sate.

## Demografie
Componența lingvistică a orașului Vîșneve
     Ucraineană (87,66%)
     Rusă (11,79%)
     Alte limbi (0,3%)
Conform recensământului din 2001, majoritatea populației orașului Vîșneve era vorbitoare de ucraineană (87,66%), existând în minoritate și vorbitori de rusă (11,79%).